# Obieg fosforu w przyrodzie
Obieg fosforu w przyrodzie – Cykl biogeochemiczny opisujący krążenie związków fosforu pomiędzy środowiskiem nieożywionym i organizmami żywymi.

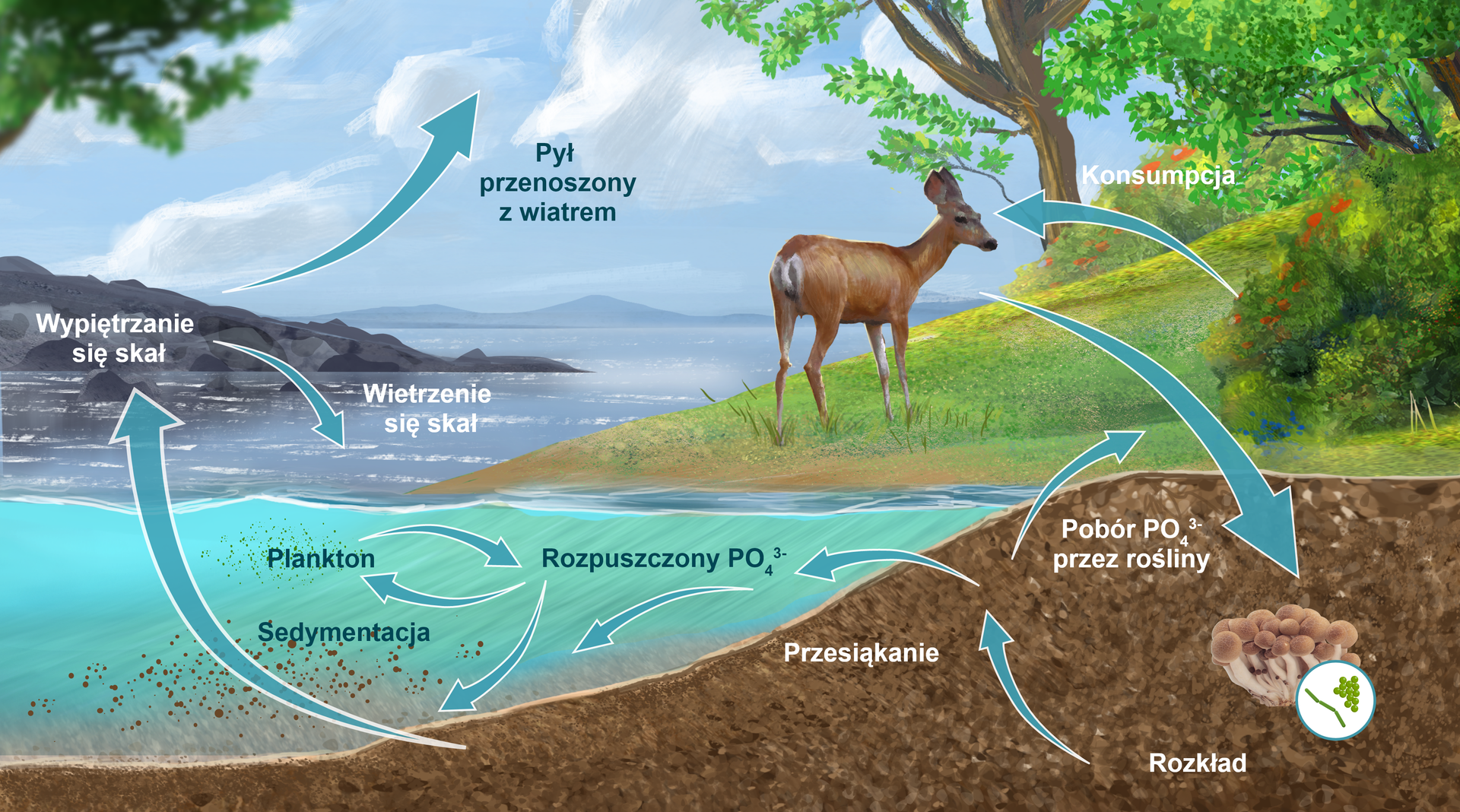
Obieg fosforu w przyrodzie

Fosfor (P) występuje w środowisku w postaci fosforanów w skałach pochodzenia organicznego i nieorganicznego oraz resztkach kości i produktach wydalania.
Fosfor znajdujący się w glebie jest przyswajany przez bakterie fosforowe, a rozpuszczony w toni wodnej przez plankton. Organizmy te przetwarzają związki fosforu w formy dostępne dla roślin i zwierząt.
Rozpuszczalne w wodzie związki fosforu (fosforany) są pobierane przez rośliny, które wbudowują go w związki budujące komórki. Dla konsumentów źródłem fosforu są rośliny zielone oraz, ewentualnie, niższe w piramidzie troficznej poziomy konsumentów. Ostatnim ogniwem organizmów wykorzystujących fosfor są reducenci, organizmy te uwalniają także ten pierwiastek do środowiska w postaci rozpuszczalnych w wodzie fosforanów.
Część fosforu może wypaść z obiegu, gdy dostanie się do głębinowych osadów oceanicznych. Jednocześnie może być uzupełniany przez wietrzenie lub wymywanie ze skał zawierających związki fosforanowe rozpuszczalne w wodzie.